# 御陵衛士

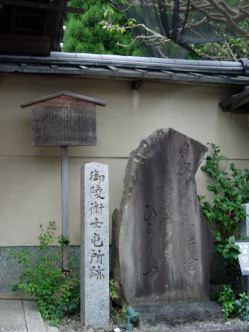
京都 御陵衛士屯所跡

御陵衛士（ごりょうえじ）は、孝明天皇の陵（後月輪東山陵）を守るための組織。高台寺党とも（高台寺塔頭の月真院を屯所としたため）。

## 経過
慶応3年3月10日（1867年4月14日）に伊東甲子太郎が思想の違いから新選組を離脱、志し同じ者を新選組から引き抜いて結成した。一応の離脱理由は、泉涌寺塔頭・戒光寺の長老である堪然の仲介によって孝明天皇の御陵守護の任を拝命した事と、それに伴い薩摩藩や長州藩の動向を探るという事であった。最初は五条橋東詰の長円寺（善立寺説もあり）に屯所を構えた。
一和同心（日本国が心をひとつにして和する）・国内皆兵・大開国大強国を基本とし、公儀による朝廷（公卿）中心の政体づくりを目指す独自の政治活動を展開した。
同志は弟の三木三郎、篠原泰之進、藤堂平助、服部武雄、毛内有之助、富山弥兵衛、阿部十郎、内海次郎、加納鷲雄、中西昇、橋本皆助、清原清、新井忠雄、江田小太郎、佐原太郎、斎藤一（斎藤は新選組の間諜とも）。
他にも、茨木司、佐野七五三之助、富川十郎、中村五郎ら10名も後に合流を図ったが、嘆願に行った会津藩邸で、茨木、佐野、富川、中村の4人が死亡（死因は諸説あり）、残りの6人が放逐という結末となった。これは御陵衛士と新選組との間に隊士の行き来を禁止する約束があり、そのことを知らずに新選組を脱走して御陵衛士に加わろうとした彼らは行き場所を失った形となった（新選組を脱走したものは法度により屯所に連れ戻して切腹ということになっていた）。これとは別に、茨木たちの切腹後に隊で居場所を失い脱走をした武田観柳斎も衛士側に合流を拒否された（そもそも茨木たちの脱走を勧めたのは観柳斎といわれている）。
6月、山陵奉行・戸田忠至に属し、長円寺から東山の高台寺塔頭・月真院に移り「禁裏御陵衛士」の標札を掲げた。一般的に薩摩藩に近づいたとされるが、異説もある（後述）。
新選組とは佐幕と勤王倒幕で袂をわかっただけに、新選組の襲来を恐れていつも刀を抱いて寝たという。ただし、近年の研究では倒幕といっても緩やかなものであり、松平春嶽らの思想に近かったものとも考えられており、薩摩藩とは一定の距離を置いていたという説がある。
11月18日（12月13日）、油小路事件で伊東・藤堂・服部・毛内が死亡。残った同士は薩摩藩邸に逃げた。これにより解散。その後の御陵衛士の生き残りは赤報隊に2番隊として参加した。

## 御陵衛士及び関連人物
| 実名 | 隆明             |
| 別名 | 高野十郎・信次郎 |

| 実名 | 一業                   |
| 別名 | 俊蔵・陸之助・荒井只雄 |

| 実名 | 武明                       |
| 別名 | 大蔵・摂津・誠斎・宇田兵衛 |

| 実名 | 正忠・忠利 |
| 別名 | 民弥・二郎 |

| 実名 | 新光     |
| 別名 | 江畑三郎 |

| 実名 | 通広                         |
| 別名 | 道之助・鷲尾・鵰雄・伊豆太郎 |

| 実名 | 重春                                       |
| 別名 | 西村弥左衛門・武川直枝・竹川直枝・竹村玉枝 |

| 実名 | 利秀       |
| 別名 | 篠崎慎八郎 |

| 実名 | 林親                   |
| 別名 | 泰助・秦河内・篠塚友平 |

| 実名 | 宜虎・宜寅 |
| 別名 | 南部与七郎 |

| 実名 | 豊国・忠全   |
| 別名 | 四郎・四郎太 |

| 実名 | 利長                       |
| 別名 | 会助・藤井勇七郎・水野八郎 |

| 実名 | 良章             |
| 別名 | 武雄・三宅安兵衛 |

| 実名 | 忠良                                           |
| 別名 | 寺内多聞・荒次郎・和泉・三樹三郎・鈴木三樹三郎 |

| 実名 | 茂胤・良胤   |
| 別名 | 平二・有之助 |

| 実名 | 昌業・義忠 |
| 別名 |            |

| 実名 | 忠正・重之   |
| 別名 | 寺西内蔵之丞 |

| 実名 | 良利・政之 |
| 別名 |            |

| 実名 | 義明・政常 |
| 別名 |            |

| 実名 |                                                |
| 別名 | 山口一・山口次郎・山口二郎・一瀬伝八・藤田五郎 |

| 実名 |    |
| 別名 | 登 |